# Zingiber shuanglongense
Zingiber shuanglongense là một loài thực vật có hoa trong họ Gừng. Loài này được Ching-Long Yeh và Shih-Wen Chung miêu tả khoa học đầu tiên năm 2012 dưới danh pháp Zingiber shuanglongensis. Tuy nhiên, Zingiber là danh từ giống trung nên danh pháp đúng chính tả phải là Zingiber shuanglongense. Hiện tại IPNI vẫn ghi nhận danh pháp Z. shuanglongensis, trong khi WCSP và POWO công nhận danh pháp Z. shuanglongense.

## Mẫu định danh
Mẫu định danh: Chuan-Rong Yeh s.n.; thu thập ngày 12 tháng 8 năm 2008, rừng nguyên sinh, cao độ ~1.200 m, thôn Song Long (雙龍, Shuanglong), hương Tín Nghĩa (信義, Hsingyi), huyện Nam Đầu, Đài Loan. Mẫu holotype lưu giữ tại Viện Nghiên cứu Lâm nghiệp Đài Loan ở Đài Bắc (TAIF), mẫu isotype lưu giữ tại Đại học Khoa học Kỹ thuật Quốc lập Bình Đông ở Nội Phố, Bình Đông, Đài Loan (PPI).

## Từ nguyên
Tính từ định danh shuanglongense (giống đực / giống cái: shuanglongensis) là Latinh hóa địa danh thôn Song Long (雙龍, Shuanglong), nơi thu mẫu định danh loài này.

## Phân bố
Loài này là đặc hữu Đài Loan, tìm thấy tại Nam Đầu và Cao Hùng.

## Phân loại
Z. shuanglongense được xếp trong tổ Cryptanthium.

## Mô tả
Thân rễ ruột màu tím sẫm. Chồi lá thẳng đứng hoặc hơi nghiêng, 7-21 lá. Phiến lá thuôn dài hẹp tới hình mác, 12-23 × 2-7 cm. Mỗi lá bắc đỡ 4-10 hoa. Ống tràng màu trắng-kem, thò ra ít nhất 10 mm khỏi lá bắc.  Cánh môi hình trứng rộng hoặc hình trứng ngược, 2,4-3,4 × 1,5-1,6 cm, đỉnh rộng đầu hoặc chẻ. Nhị lép bên thuôn dài hẹp, 1,5-2,9 × 0,3-0,6 cm, khoảng 1/3-1/4 đáy hợp sinh cùng cánh môi, đỉnh nhọn hoặc tù. Cánh môi và nhị lép bên màu tím rải rác các vết màu trắng-kem tại đáy. Quả nang hình elip, áo hạt che phủ khoảng 3/4 hạt.
Có quan hệ họ hàng gần với Z. kawagoii, nhưng khác ở chỗ ruột thân rễ màu tím chứ không vàng, ống tràng màu trắng-kem chứ không ánh vàng, cánh môi  to và rộng hơn, màu tím với đáy có các vệt màu trắng-kem thay vì màu đỏ hoặc tím sẫm với đáy ánh vàng.